# Maila
Maila (nep. माइला) – gaun wikas samiti w zachodniej części Nepalu w strefie Karnali w dystrykcie Humla. Według nepalskiego spisu powszechnego z 2011 roku liczył on 741 gospodarstw domowych i 4418 mieszkańców (2241 kobiet i 2177 mężczyzn).